# 潘恭辰
潘恭辰（1774年—？），字撫凝，號紅茶，浙江钱塘人，清朝政治人物，进士出身。

## 生平
嘉慶六年（1801年）辛酉恩科進士，改庶吉士，授編修。嘉庆二十五年（1820年）十一月初七，由云南盐法道道员调任廣西按察使。道光二年（1822年）五月二十九，升任江西布政使。道光三年（1823年）九月十三，调任廣西布政使。道光九年（1829年）丁忧免任。

## 著作
有《红茶吟稿》。